# Pararge pannonia
Pararge pannonia är en fjärilsart som beskrevs av Ruggero Verity 1927. Pararge pannonia ingår i släktet Pararge och familjen praktfjärilar. Inga underarter finns listade i Catalogue of Life.